# Stoppested
Et stoppested er et fastlagt sted på eller ved en vej, hvor busser og sporvogne stopper for at medtage eller afsætte passagerer.
Mange stoppesteder er blot markeret med et skilt eller et venteskur i vejkanten, mens andre er et indhak i rabat eller fortov (en buslomme). I visse områder er der ikke faste stoppesteder; her rækker man armen ud, når bussen kommer, for at stoppe den. Af og til kaldes sådanne strækninger vinkezoner. De helt store stoppesteder findes typisk ved stationer, lufthavne og store centrale pladser, og er egentlige parkeringsarealer, hvor der ofte kun er adgang for bybusser og fodgængere.

## Indretning
Busstoppesteder kan indrettes på flere måder:
1. Stoppesteder langs kantsten anvendes på veje med begrænsede færdselsmængder (lokalveje) eller veje med prioritering for busdriften (busveje) samt hvor muligheden for buslomme ikke er til stede.
2. Buslommer indrettes på veje med større færdselsmængder. Hvis der tillige er etableret cykelsti, følger denne lommen bagom selve venteperronen.

Busstoppesteder kan være forsynet med:
- Bænk
- Venteskur eller ly
- Køreplansoversigter for linjer, der stopper ved stoppestedet
- Affaldskurv

Vejen ud for stoppestedet, hvor bussen holder, kan være forsynet med en busplade, som er et ekstra slidstærkt område af asfalt, for at undgå at der dannes nedsænkede spor (sporkøring), når de tunge busser bremser og accelererer.